# 軽井沢ミステリー
『軽井沢ミステリー』（かるいざわミステリー）は、2001年から2005年まで日本テレビ系「火曜サスペンス劇場」で放送されたテレビドラマシリーズ。全7回。主演は高橋由美子。

## 概要
軽井沢でネイチャーガイドとして働く北原風子と、友人でありタウン誌記者・森崎木の葉が協力し、軽井沢で起こる殺人事件を解決する。

## キャスト

### 主人公家族と同居人
北原風子
演 - 高橋由美子
ネイチャーイベントの企画グループ「軽井沢フォレスト」のネイチャーガイド。鳥担当。
森崎木の葉
演 - 菊池麻衣子
タウン誌「軽井沢ウォーク」記者。北原家に居候している。
北原辰子
演 - 丘みつ子
軽井沢中央警察署署長。風子の母。夫も警察官だった。夫は幼少時代の風子が車道に飛び出したとき、風子は助けたが自分は車にひかれ死亡。

### その他
水木涼子
演 - 紺野美沙子（第1作 - 第6作）
「軽井沢フォレスト」代表。風子の同僚。鳥担当。
手塚慎吾
演 - 正名僕蔵
風子の同僚。昆虫担当。
水木桜
演 - 磯部詩織（第1作 - 第3作・第5作・第6作）
涼子と青山の娘。
柴田信司
演 - 東根作寿英（第2作・第4作）
イベント会社「アポロ」社員（第2作）。35年前に教会に置き去りにされた捨て子。第4作は牧師。
田代信一
演 - 河西健司（第2作・第3作・第5作 - 第7作）
軽井沢中央警察署の刑事。辰子の部下。
寺本広太
演 - 西沢仁太（第4作 - 第6作）

### ゲスト
第1作「待っていた女」（2001年）
- 青山岳志（9年前失踪） - 古尾谷雅人
- 沢地耕造（会の代表） - 勝村政信
- 草間琢哉（風子のガイド仲間） - 松澤一之
- 山城民夫（軽井沢中央警察署 刑事） - 佐渡稔
- 牟田裕二（軽井沢中央警察署 刑事） - 大塚陽介
- 野上岩夫（風子のガイド仲間・植物担当） - ミッキー・カーチス
- 軽井沢北病院 医師 - 越村公一
- 客 - 山上賢治
- 黒川龍彦（城都建設 リゾート開発部長） - 北村総一朗

第2作「風立ちぬ」（2002年）
- 相馬健二（「ヴィクトリー・コーポレーション軽井沢営業所」所長） - 小倉久寛
- 相馬文恵（相馬の妻） - あめくみちこ
- 原口京子（老舗旅館「油屋」女将） - 元井須美子
- 富川勝征（「ヴィクトリー・コーポレーション」社長・文恵の叔父） - 神山繁
- 吉田妙子（草木染め職人） - 草笛光子
- 岩橋道子、山上賢治、大塚陽介

第3作「春待ち人」（2003年）
- 深山渓子（涼子の大学の先輩） - 坂口良子
- 深山友和（設計事務所経営者・渓子の夫） - 小野寺昭
- 河合雪乃（深山の部下） - 井上晴美
- 岩田春男（別荘管理） - 山谷初男
- 岩田隆一（岩田の息子） - 李鐘浩
- 軽井沢中央警察署 刑事 - 山上賢治
- 長野悠二（軽井沢中央警察署 刑事） - 大塚陽介

第4作「娘よ」（2003年）
- 八嶋学（風子のガイド仲間） - 村杉蝉之介
- 柏木（軽井沢中央警察署 刑事） - 大河内浩
- 高杉小夜子（慎平の母・25年前失踪） - 麻里万里
- 客 - 北原佐和子
- 松木吾郎（松木工芸 社長・豊の父・古沢の修業時代の兄弟弟子） - 佐野浅夫
- 松木豊（軽井沢彫り職人・くるみの幼馴染） - 加勢大周（少年期：成田翔吾）
- 高杉慎平（古沢の弟子・くるみの幼馴染） - 大沢樹生（少年期：深沢嵐）
- 古沢くるみ（自然食レストラン店員） - 田中律子（少女期：斉藤瑞季）
- 古沢耕造（家具職人・くるみの父） - 西岡徳馬

第5作「子別れ」（2003年）
- 美園孝一（レストラン「花」オーナーシェフ・婿養子） - 吹越満
- 服部満夫（森林組合の鳥獣対策課長） - 石丸謙二郎
- 山崎幸吉（きのこ取り名人） - 山谷初男
- 徳永秀浩（役場部長） - 藤田宗久
- 美園真理子（孝一の妻） - 高橋ひとみ
- 美園織江（真理子の母） - 淡路恵子

第6作「巣立ち」（2004年）
- 石川修作（石川牧場 経営者・亜希の義父） - 竜雷太
- ツアー客 - 大島蓉子、川俣しのぶ
- 医師 - 中根徹
- 田辺彩香（亜希の娘） - 山内菜々
- 田辺裕治（実業家） - 池内万作
- 森山俊彦（石川牧場 従業員） - 河相我聞
- 田辺亜希（裕治の妻・風子の幼馴染） - 大路恵美（幼少期：小倉唯）
- 石川和代（亜希の母） - 吉行和子
- 瀬戸陽一朗

第7作「巣づくり」（2005年）
- 丸山美由紀（シングルマザー） - 青田典子
- レストラン店主 - モロ師岡
- 医師 - 中根徹
- 丸山卓巳（美由紀の息子） - 守田聖正
- 丸山芳江（無農薬食品の店経営者・美由紀の母） - 赤座美代子
- 広瀬耕太郎（フレンチレストラン経営者・木の葉の元家庭教師） - 坂上忍
- 明石順二（無農薬農園経営者） - 古田新太
- 明石直美（明石の妻） - 藤田朋子
- 大森ヒロシ

## スタッフ
- 脚本 - 田子明弘、金子成人、野口ゆかり、大石哲也
- 監督 - 雨宮望、森雅弘
- プロデューサー - 前田伸一郎（第1作 - 第7作）、津島平吉（第1作）、山内章弘（第2作）、赤羽根敏男（第2作・第6作・第7作）、森雅弘（第2作・第3作・第5作）、小泉守（第4作）、荻野哲也（第6作・第7作）、川原康彦（第7作）
- 制作協力 - 東宝（第1作・第2作）、NTV映像センター（第3作 - 第7作）
- 制作 - 日本テレビ

## 放送日程
| 話数 | 放送日         | サブタイトル | 脚本       | 監督   | 視聴率 |
| ---- | -------------- | ------------ | ---------- | ------ | ------ |
| 1    | 2001年11月13日 | 待っていた女 | 田子明弘   | 雨宮望 | 17.3%  |
| 2    | 2002年08月13日 | 風立ちぬ     | 金子成人   | 雨宮望 | 16.7%  |
| 3    | 2003年04月29日 | 春待ち人     | 田子明弘   | 雨宮望 | 17.3%  |
| 4    | 8月05日        | 娘よ         | 野口ゆかり | 雨宮望 | 15.0%  |
| 5    | 12月02日       | 子別れ       | 田子明弘   | 雨宮望 | 15.1%  |
| 6    | 2004年11月02日 | 巣立ち       | 大石哲也   | 森雅弘 | 16.4%  |
| 7    | 2005年07月26日 | 巣づくり     | 大石哲也   | 森雅弘 |        |

- 視聴率はビデオリサーチ調べ、関東地区・世帯